# Ночной попугай
Ночной попугай (лат. Pezoporus occidentalis) — вид птиц из семейства Psittaculidae. Ранее выделялся в одноимённый монотипический род (Geopsittacus).

## Внешний вид
Плотного телосложения, небольших размеров (около 24 см длиной) и с неброским оперением. Окраска желтовато-оливковая с чешуйчатым чёрным рисунком, брюхо жёлтое. Хвост относительно короткий.

## Распространение
Обитает в центральных и западных районах Австралии.

## Образ жизни
Населяют скалистые сухие полупустыни. Активны в ночное время. Летают обычно на небольшое расстояние. С наступлением ночи вылетают на поиски корма и водопой. Питаются в основном семенами колючих кустарников. Ночной попугай остаётся одной из самых неуловимых и таинственных птиц мира, мало кому удавалось его увидеть.

## Размножение
Строят гнёзда в гуще колючих кустарников в нескольких сантиметрах от земли. Самка откладывает до 5 яиц.

## Угрозы и охрана
Этот вид был довольно многочислен в XIX веке. Оценка численности популяции в настоящее время является предметом споров. Одни исследователи считают, что попугай исчез в результате хищничества собак и кошек, другие, что популяции ничего не угрожает. Последний раз он был обнаружен учёными в отдаленной части Квинсленда в 1990 году. До этого, в 1979 году группа учёных из Музея Южной Австралии наблюдала скопление птиц на севере Южной Австралии. С 1937 года взят под охрану, занесён в Красную книгу. В августе 2015 года после 18 месяцев поисков на юго-западе штата Квинсленд в Австралии впервые за последние 25 лет была поймана живьём, помечена и отпущена одна особь этого вида.